# Tricolor

Bandera tricolor francesa.

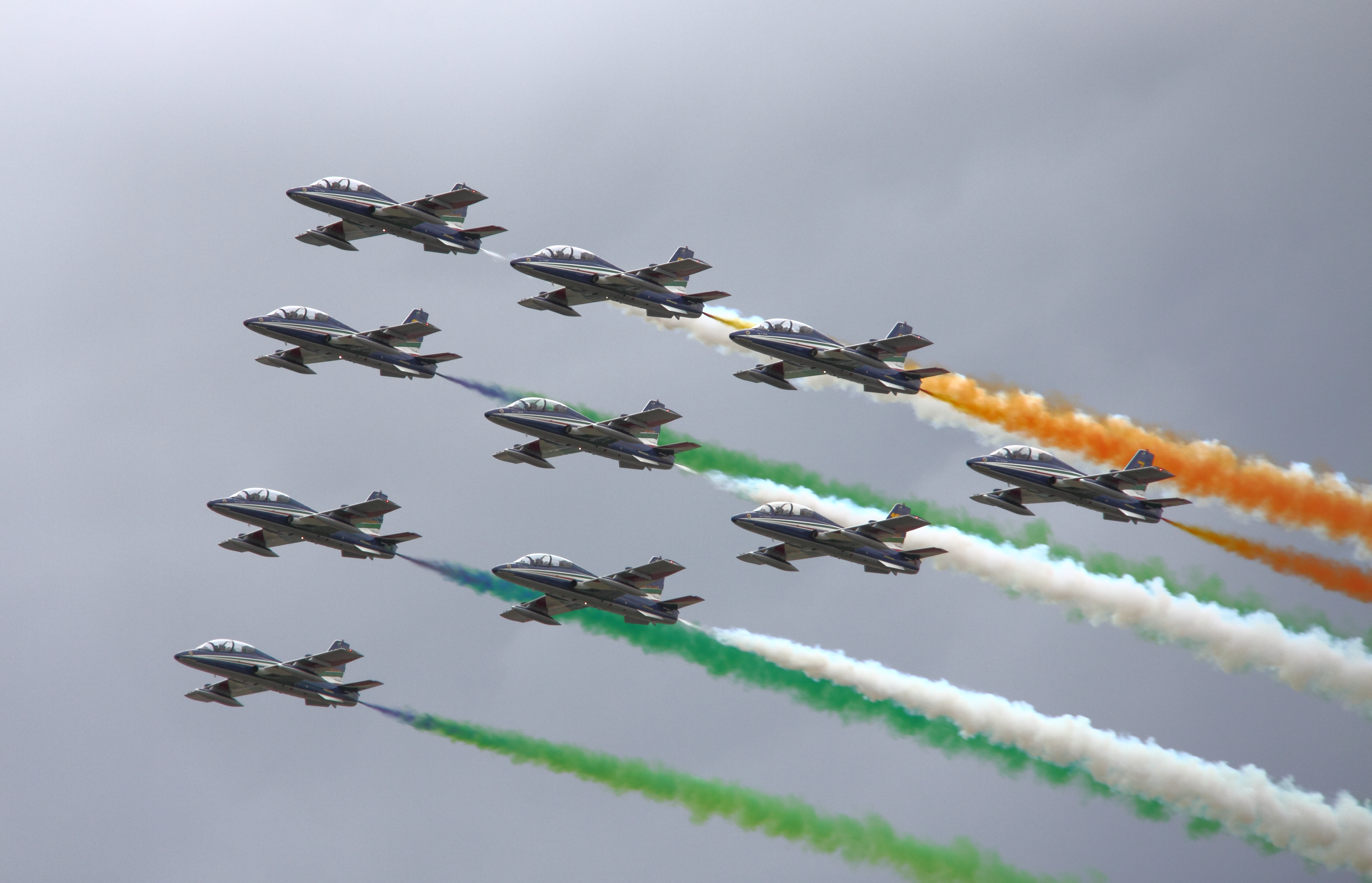
Los Frecce Tricolorien el RIAT de 2011 haciendo la bandera tricolor italiana con humo de colores

Una bandera tricolor es aquella formada por tres franjas de igual tamaño (tribanda) y de tres colores diferentes. Las banderas tricolores se asocian comúnmente con movimientos nacionalistas, republicanos y revolucionarios, y han sido ampliamente adoptadas desde finales del siglo XVIII, en particular a raíz de la revolución francesa.
El concepto de bandera tricolor ganó prominencia con la adopción de la bandera de Francia en 1794, compuesta por tres franjas verticales de igual tamaño en azul, blanco y rojo. Esta bandera simbolizaba los ideales de la revolución: libertad, igualdad y fraternidad.